# Citibank
Citibank er en bank, der ejes af Citigroup. Banken blev etableret i New York i 1812 under navnet City Bank of New York, senere First National City Bank of New York. I oktober 2010 var banken rangeret som den 3. største i USA, efter Bank of America og JPMorgan Chase.
Citibank driver forretning i over 100 lande i det meste af verden. Mere end halvdelen af bankens 1.400 kontorer er placeret i USA, med hovedparten i New York City, Chicago, Los Angeles, San Francisco Bay Area, og Miami.